# Книжник Антон Олександрович
Кни́жник Анто́н Олека́ндрович (нар. 21 липня 1989, Донецьк) — український футболіст, захисник.
Народився в місті Донецьку. Вихованець команди «Шахтар (Донецьк)».

## Статистика виступів
В сезоні 2008–2009 виступав за молдовський клуб «Тирасполь», де зіграв 4 матчі. В сезоні 2009-2010 грав за аматорський клуб «Словхліб» з міста Слов'янська, де зіграв 12 матчів і забив свій єдиний гол.

### Професійна ліга
| Сезон     | Команда              | Турнір    | Матчі | Голи |
| --------- | -------------------- | --------- | ----- | ---- |
| 2006–2007 | Шахтар-3 (Донецьк)   | чемпіонат | 7     | 0    |
| 2007–2008 | Шахтар-3 (Донецьк)   | чемпіонат | 11    | 0    |
| 2007–2008 | Шахтар (Донецьк)     | дубль     | 3     | 0    |
| 2009–2010 | ФК Полтава           | чемпіонат | 5     | 0    |
| 2010–2011 | Шахтар (Свердловськ) | чемпіонат | 4     | 0    |
| 2011–2012 | Славутич (Черкаси)   | чемпіонат | 4     | 0    |